# София Кристина фон Ербах
София Кристина Шарлота Фридерика Ердмута фон Ербах (на немски: Sophie Christine Charlotte Friederike Erdmuthe von Erbach; * 12 юли 1725, дворец Райхенберг; † 10 юни 1795, Ашафенбург) е графиня от Ербах и чрез женитба от 1742 до 1768 г. княгиня на Насау-Саарбрюкен и музикантка.

## Живот
Тя е дъщеря на граф Георг Вилхелм фон Ербах-Ербах (1686 – 1757) и първата му съпруга София Шарлота фон Ботмер (1697 – 1748).
София Кристина учи музика, литература и езици в Ербах. На 28 февруари 1742 г. в Ербах се омъжва за княз Вилхелм Хайнрих фон Насау-Саарбрюкен (1718 – 1768).
От 1768 г. София Кристина е опекун на Насау-Саарбрюкен. През 1770 г. се мести първо в двореца Отвайлер, след това в дворец Лоренцен (Графство Сарверден).
През 1779 г. тя става католичка. През 1793 г. бяга от френската войска в Трарбах, след това в Нойвид и накрая в Ашафенбург, където умира на 10 юни 1795 г.

## Деца
София Кристина и княз Вилхелм Хайнрих фон Насау-Саарбрюкен имат децата:

- София Августа (1743 – 1747)
- Лудвиг (1745 – 1794), княз на Насау-Саарбрюкен

∞ I. на 30 октомври 1766 г. за принцеса Вилхелмина фон Шварцбург-Рудолщат (1751 – 1780)
∞ II. на 28 февруари 1787 г. за графиня Катарина Маргарета Кест фон Отвайлер, херцогиня на Дилинген (1757 – 1829)
- Фридерика Августа (1748 – 1750)
- Анна Каролина (1751 – 1824)

∞ I. на 9 август 1769 г. за херцог Фридрих Хайнрих Вилхелм фон Шлезвиг-Холщайн-Зондербург-Глюксбург (1747 – 1779)
∞ II. 1782 г. за херцог Фридрих Карл Фердинанд фон Брауншвайг-Волфенбютел-Беверн (1729 – 1809)
- Вилхелмина Хенриета (1752 – 1829)

∞ 1783 г. за маркиз Луи Арманд de Seiglières-Belleforière de Soyecourt (1722 – 1790), има дъщеря